# Exposición fotográfica de mujeres con logros excepcionales
La Exposición fotográfica de mujeres con logros excepcionales (Women of Outstanding Achievement Photographic Exhibition) fue un evento anual organizado por la UKRC. Reconocía a mujeres dentro de la ciencia, la ingeniería y la tecnología (SET). La exposición fue creada en 2006. Entre seis y ocho mujeres fueron elegidas cada año para ser fotografiadas por Robert Taylor. Las nominaciones se producían en otoño de cada año, y las destinatarias su anunciaban en una ceremonia en marzo del año siguiente.
Muchos de los retratos de años anteriores están en depósito en instituciones como la Universidad de Oxford, Royal Society y Royal Academy of Engineering. El retrato de la científica Nancy Rothwell fue adquirida por la National Portrait Gallery de Londres.
En marzo de 2010, la exhibición abrió en la Royal Academy of Engineering. Evan Harris, MP de los Liberales Demócratas, dio a conocer los retratos.

## Recientes destinatarios de premios
Las recientes receptoras incluyen a:
- 2010 Helen Atkinson, profesora de ingeniería y Jefa de Grupo de Investigación de Mecánica de Materiales, Universidad de Leicester[7][8]
- 2010 Sarah Baillie, inventora y creadora del Haptic Cow y senior lecturer en el Royal Veterinary College[9]
- 2010 Amanda Fisher, directora de Medical Research Council Centro de Ciencias Clínicas en el  Hammersmith Hospital y profesora y Jefa de la División de Ciencias Clínicas,[10] Imperial College, London
- 2010 Julia Higgins, exdirectora de la Faculty of Engineering, Imperial College London
- 2010 Jackie Hunter, vicepresidenta sénior y jefa de Desarrollo de Ciencia Ambiental, GlaxoSmithKline
- 2010 Helen Mason, astrofísica y tutor sénior en St Edmund's College, Cambridge[11] y líder de Sun|Trek Project
- 2009 Ann Budge, fundadora y exjefa ejecutiva del Sopra Group[12][13]
- 2009 Carolin Crawford, oficial de difusión sénior en el Instituto de Astronomía en la Universidad de Cambridge y miembro del Emmanuel College
- 2009 Lynne Frostick, profesora de geografía de la Universidad de Hull[14]
- 2009 Jenny Gristock, miembro de investigación en SISSA, la Escuela Internacional de Estudios Avanzados en Trieste, Italia[15]
- 2009 Barbara Jones, fundadora y directora de amazonails[16][17]
- 2009 Linda Partridge, profesora Weldon de biometría y directora del University College London Institute of Healthy Ageing[18]